# Russelia hintonii
Russelia hintonii är en grobladsväxtart som beskrevs av Cyrus Longworth Lundell. Russelia hintonii ingår i släktet Russelia och familjen grobladsväxter. Inga underarter finns listade i Catalogue of Life.